# Zipikan
Der Zipikan (russisch Ципикан) ist ein Zufluss des von der Zipa durchflossenen Sees Baunt in der Republik Burjatien im Südosten Sibiriens.
Der Zipikan entspringt im Ikatgebirge. Er fließt in einem Bogen nach Südosten, dann nach Nordosten und schließlich nach Norden durch das Witimplateau. Er erreicht nach 329 km den See Baunt, in welchen er an dessen Ostufer mündet. Der Zipikan hat ein Einzugsgebiet von 6710 km². Wichtigster Nebenfluss des Zipikan ist der Taloi (Талой) von rechts. 